# Hippocampus erectus
Espèce
Statut de conservation UICN

 VU A2cd : Vulnérable
Statut CITES
Hippocampus erectus, communément appelé Hippocampe moucheté ou Hippocampe rayé, est une espèce d'hippocampes.

## Description et caractéristiques
L’hippocampe rayé a été nommé Hippocampus erectus par George Perry en 1810. C’est l’une des plus grandes espèces d’hippocampes, elle peut faire entre 12 et 17 cm avec un maximum de 19 cm de long. On confond souvent cette espèce avec les espèces H. reidi, H. hippocampus et H. kuda. Toutefois, on peut la distinguer des autres espèces d’hippocampes par son motif ligné sombre sur fond plus clair qu’on peut bien apercevoir, notamment sur son cou, d’où il tire son nom « Hippocampe rayé » ou en anglais « Lined seahorse ». Hippocampus erectus peut présenter de nombreuses couleurs, comme gris, noir, rouge, orange, jaune ou encore vert,. Il a la capacité de changer de couleur selon son environnement, son régime alimentaire, son stress, son humeur… Sa face a tendance à être plus claire et sa queue comporte souvent de petits points blancs. Il possède 11 anneaux de tronc, 34-39 anneaux de queue, 16-20 rayons de nageoires dorsales et 14-18 rayons de nageoires pectorales. Son corps est d’apparence musclée et rectiligne, et est composé d’une cinquantaine de plaques osseuses. Comme tout hippocampe, il possède une queue préhensile avec laquelle il s’accroche à son environnement composé notamment de coraux et d’algues. La longueur de son museau est environ la moitié de la longueur de sa tête.
En raison de la disproportion de son corps par rapport à ses nageoires, l’hippocampe rayé n’est pas un très grand nageur. Il nage très doucement. ne se déplace donc que peu, et parcourt de longues distances uniquement pour migrer. Il est diurne, et a une durée de vie de 1 à 4 ans.
L’hippocampe est sexuellement dimorphe, c’est-à-dire qu’on sait visuellement faire la différence entre le mâle et la femelle. Les mâles Hippocampus erectus se distinguent des femelles par leur corps plus gros, leur queues préhensiles plus longues et leur poche à couvain. Les femelles ont des nageoires dorsales légèrement plus grandes que celles du mâle, et celles-ci se situent plus bas sur leur dos.
Il semblerait que plusieurs sous-espèces composent l’espèce H. erectus, l’espèce du nord serait différente de celle du sud (des espèces trouvées au Brésil notamment), mais cette hypothèse reste à confirmer.

## Distribution et habitat

Aire de répartition d’Hippocampus erectus.

L’hippocampe moucheté vit le plus souvent dans l’océan Atlantique occidental. On le retrouve du Canada jusqu’aux Caraïbes, mais aussi dans le golfe du Mexique et au Venezuela,,,,. On le trouve parfois même jusqu’en Argentine. C’est la seule espèce d’hippocampes qu’on retrouve dans la baie de Chesapeake.
On le retrouve dans les récifs coralliens et dans les algues à des profondeurs généralement comprises entre 0,5 et 30 m mais il a été rencontré parfois jusqu’à 73 m. Il migre selon les saisons, on a tendance à le retrouver dans des eaux plus profondes durant les mois plus froids. Les plus jeunes ont tendance à nager préférentiellement en surface. Leur habitat est composé de végétation marine, d’éponges, mangroves ou encore d’herbiers marins. La température de l’eau de son habitat varie selon la latitude à laquelle on le trouve et a une influence sur le développement de ses gonades, de la taille de sa couvée, et le développement et la survie de ses progénitures.

## Alimentation
L’hippocampe rayé se nourrit principalement de minuscules crustacés, de zooplanctons et de mollusques qu’il aspire à l’aide de son museau. Ne nageant pas très vite, il se camoufle donc dans l’attente de sa proie pour l’attraper. Il se nourrit continuellement, jusqu’à dix heures par jour. En captivité, il consomme jusqu’à 3 600 larves d’artémies par jour,,. On a pu observer du cannibalisme de mâles sur leurs propres juvéniles après que ceux-ci soient sortis de leur poche.H. erectus est connu pour avoir une grande précision lors de la capture de sa proie, du moins si celle-ci possède une taille d’environ 2,5 cm.

## Reproduction
Comme toutes les espèces d’hippocampes, c’est le mâle qui porte les petits dans sa poche. Toutefois, les mâles doivent toujours se  battre  pour conquérir une femelle. Ces hippocampes se font la cour dès leur naissance, mais ne peuvent cependant pas immédiatement procréer. Durant les parades nuptiales, qui durent quelques jours, le corps des hippocampes rayés change de couleur, il devient parfois presque blanc,.

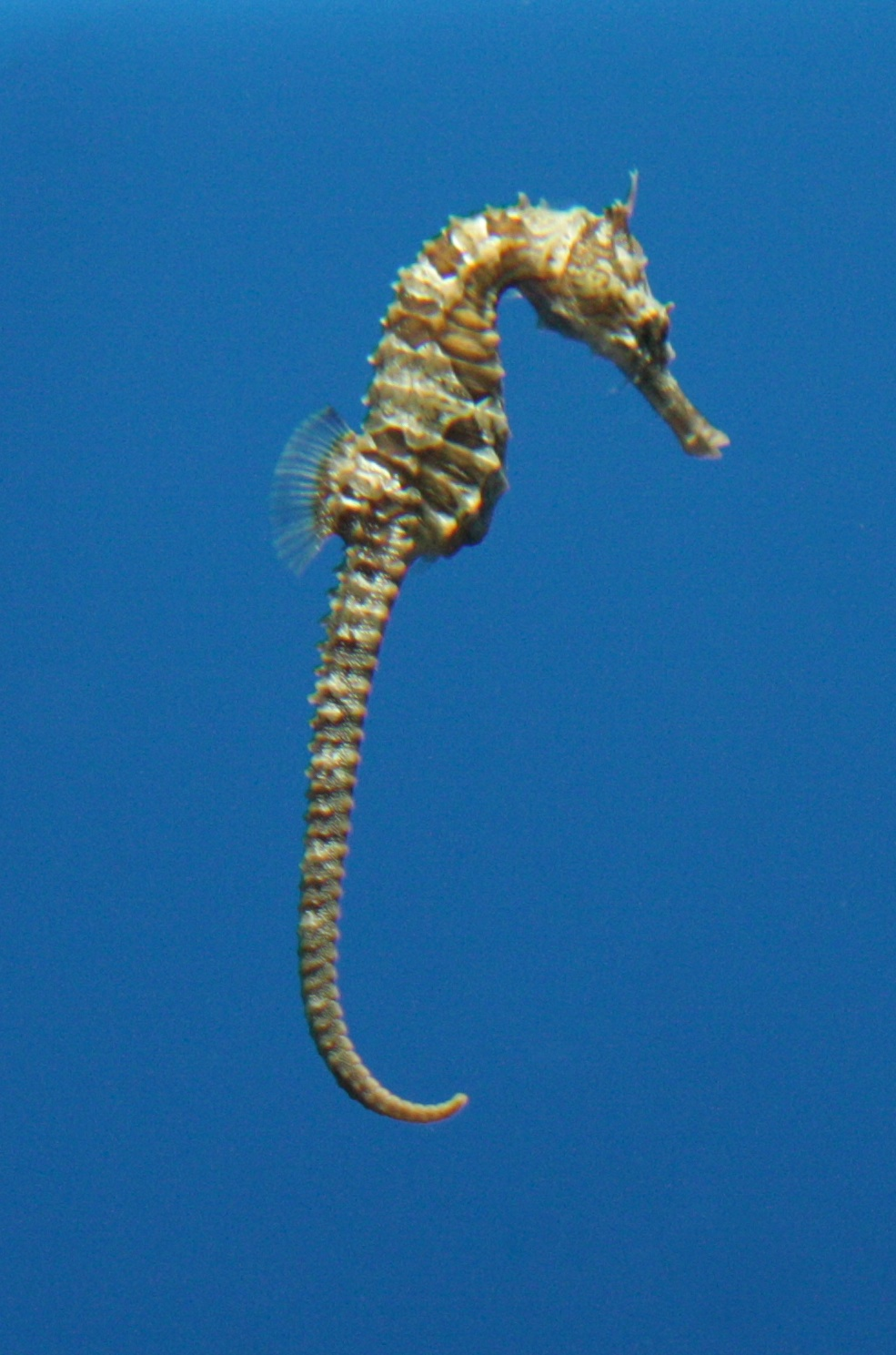
Cette image montre la queue préhensile utilisée par le mâle lors de la reproduction.

Hippocampus erectus se reproduit à toutes saisons, et le mâle peut porter de 250 à 650 juvéniles. Notons que la fertilité varie selon les habitats et la taille de l’individu. Le mâle ouvre sa poche afin de montrer son désir de s’accoupler avec la femelle, qui vient alors déposer les œufs dans la poche à couvain de son partenaire, qui ont un diamètre d’environ 1,5 mm. La période de gestation dure entre 20 et 21 jours et varie avec la température de l’eau et le cycle lunaire. Lorsque la naissance approche, l’environnement dans lequel se trouvent les juvéniles est similaire à l’eau de la mer. Lorsque les bébés sont prêts à sortir, le mâle accroche sa queue à une structure et se cambre d’avant en arrière pour permettre aux juvéniles de s’extraire. Les nouveau-nés mesurent environ 11 mm et atteignent leur taille maximale dans les 8 à 10 mois. Selon des études, seulement deux juvéniles sur les centaines d’une portée atteindront l’âge adulte. Il arrive que des œufs qui n’auraient pas éclos meurent avant la naissance et que leur décomposition génère du gaz dans la poche du mâle, ce qui expulsera les œufs, les exposant à la prédation,.
Les hippocampes rayés sont monogames et tissent des liens forts avec leur partenaire, ils resteront d’ailleurs avec le même partenaire durant toute leur vie. Chaque matin, les hippocampes effectuent une danse et émettent des cliquetis en embrassant leur partenaire. Hippocampus erectus, si son compagnon venait à mourir, ne parviendrait pas ou que difficilement à le remplacer,.

## Développement

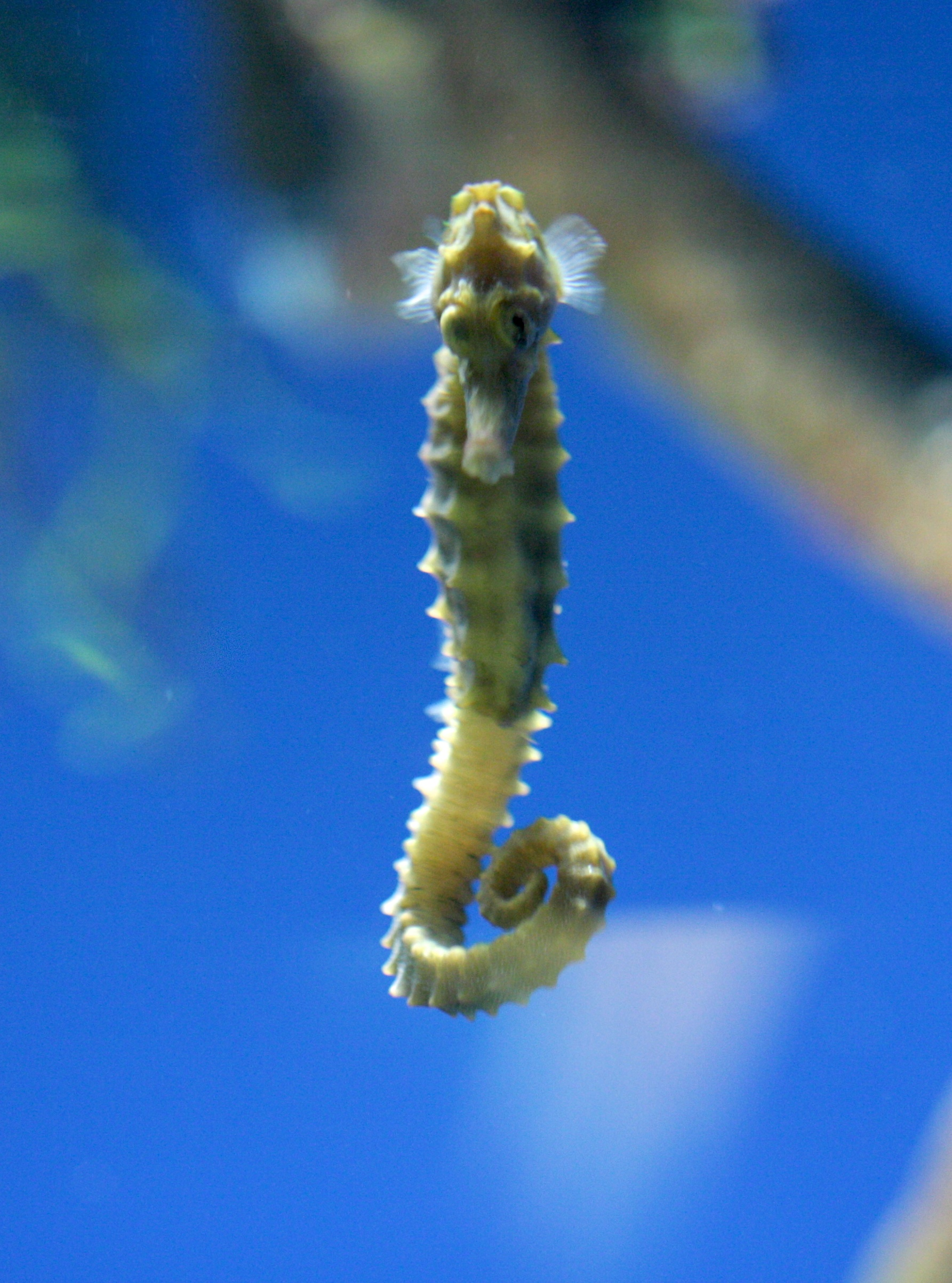
Dans cette vue de face, on peut voir les yeux de l’hippocampe qui ont la capacité de se mouvoir indépendamment de l’autre.

Les jeunes hippocampes rayés âgés entre deux et quatre semaines ont une queue plus souple que leurs parents. Les mâles développent une poche vers 5 à 7 mois. Ils sont considérés comme sexuellement matures dès l’âge de 4 mois, mais de manière générale, le mâle H. erectus est mature dès 8 mois et la taille minimum d’un hippocampe sexuellement mature est de 5,6 cm.

## Prédateurs et parasites
Ses prédateurs sont les crabes, les raies, certaines tortues de mer, des oiseaux marins, les requins et les coryphènes. Il peut être parasité par de nombreuses espèces dont Glugea heraldi, un champignon. Ils ont la capacité de se camoufler pour réduire leur risque d’être mangé. 

## En captivité
En captivité, l’hippocampe rayé vit souvent quatre années mais est sensible aux maladies, parasites et agents pathogènes. Des taux de mortalité supérieurs à 75% sont très courants. On recommande une température pour l’aquarium entre 22 et 25 °C. Il faut le nourrir plusieurs fois par jour.

## Intérêt pour les humains
L’hippocampe rayé est utilisé comme décoration ornementale et est populaire dans le commerce des aquariums. Comme les autres espèces d’hippocampes, il est utilisé dans la médecine chinoise.

## Statut de conservation
Les populations d’hippocampes rayés diminuent en raison de la destruction de leur habitat, de la médecine traditionnelle chinoise ou encore du commerce pour l’aquariophilie. Il est inscrit comme « vulnérable » selon la IUCN depuis 2003,. De plus, toutes les espèces du genre Hippocampus ont été inscrites à l’Annexe II de la CITES en 2002,.